# Charlotte Sans
Charlotte Sans is een schreefloos lettertype ontworpen in 1992 door Michael Gills voor letteruitgeverij Letraset, en is één uit de lettertypefamilie genaamd Charlotte, die ook een lettertype met schreven kent.
Charlotte Sans vertoont gelijkenis met Gill Sans uit 1927 van Eric Gill, beide met dezelfde kenmerken: een uit twee verdiepingen opgebouwde 'a' en 'g', maar een enkele verdieping tellende cursieve 'a'. De 't' heeft een geronde opgang bij de vlag. Overeenkomsten zijn te ontdekken in lettertypen Syntax en FF Scala Sans. De stambreedte van de letters is verschillend, maar de Charlotte lettertypen met schreef hebben hierin meer regelmaat. Deze laatste is gebaseerd op achttiende-eeuwse lettertypen van Pierre Simon Fournier.